# Ryne Sanborn
Pour les articles homonymes, voir Sanborn.
Ryne Sanborn, né le 3 février 1989 à Salt Lake City aux États-Unis, est un acteur américain.

## Filmographie
- 1997 : Not in This Town  (TV) - Stephen
- 1998 : Touched by an Angel  TV - Jimmy
- 2002 : Cérémonie des XIXes Jeux olympiques d'hiver à Salk Lake City  (TV) - Enfant de Lumière
- 2003 : Everwood TV Épisode - Jeune Colin Hart
- 2006 : High School Musical (TV) - Jason Cross
- 2007 : High School Musical 2 (TV) - Jason Cross
- 2008 : High School Musical 3 (cinéma) - Jason Cross